# Reyad Poles
Reyad Poles, född 28 april 2000, är en svensk fotbollsspelare som spelar för Segeltorps IF. 

## Karriär
Reyad Poles började karriären i Syrianska FC som sexåring. Bortsett en säsong i AFC Eskilstuna blev han sedan klubben trogen under alla ungdomsåren. 
Som 17-åring kom också A-lagsdebuten i Syrianska FC. I den sista omgången av Superettan den 4 november 2017 gjorde Polis ett inhopp mot Degerfors IF. Säsongen slutade med nedflyttning för Syrianska FC och inför återstarten i Norrettan skrev Polis på sitt första A-lagskontrakt med klubben.  Det blev bara en säsong i Norrettan, då Syrianska FC via en andraplats i serien och en kvalseger mot IFK Värnamo säkrade en återkomst till Superettan den 18 november 2018. Reyad Poles gjorde under säsongen sju matcher men stod utanför truppen när avancemanget säkrades.
Väl tillbaka i Superettan hade Poles det tufft att få speltid och i juli 2019 registrerades han även för spel med division 2-klubben Arameisk-Syrianska IF, och spelade således i bägge klubbarna under hösten. För hans Syrianska FC slutade det bittert med ännu en nedflyttning.
Säsongen 2021 spelade Poles först två matcher för Arameisk-Syrianska IF i Division 2. Därefter gick han till division 4-klubben Södertälje FK, där det blev tre mål på sju matcher. Inför säsongen 2022 gick Poles till division 3-klubben Segeltorps IF.

## Karriärstatistik
| Klubb                       | Säsong             | Liga                      | Liga    | Liga | Nationell cup | Nationell cup | Totalt  | Totalt |
| Klubb                       | Säsong             | Division                  | Matcher | Mål  | Matcher       | Mål           | Matcher | Mål    |
| --------------------------- | ------------------ | ------------------------- | ------- | ---- | ------------- | ------------- | ------- | ------ |
| Syrianska FC                | 2017               | Superettan                | 1       | 0    | 0             | 0             | 1       | 0      |
| Syrianska FC                | 2018               | Division 1 Norra          | 7       | 0    | 2             | 0             | 9       | 0      |
| Syrianska FC                | 2019               | Superettan                | 2       | 0    | 1             | 0             | 3       | 0      |
| Syrianska FC                | 2020               | Division 2 Östra Götaland | 10      | 0    | 2             | 0             | 12      | 0      |
| Syrianska FC                | Totalt             | Totalt                    | 20      | 0    | 5             | 0             | 25      | 0      |
| Arameisk-Syrianska IF (lån) | 2019               | Division 2 Södra Svealand | 11      | 1    | —             | —             | 11      | 1      |
| Arameisk-Syrianska IF       | 2021               | Division 2 Södra Svealand | 2       | 0    | —             | —             | 2       | 0      |
| Södertälje FK               | 2021               | Division 4                | 7       | 3    | —             | —             | 7       | 3      |
| Segeltorps IF               | 2022               | Division 3                | 5       | 0    | —             | —             | 5       | 0      |
| Totalt i karriären          | Totalt i karriären | Totalt i karriären        | 45      | 4    | 5             | 0             | 50      | 4      |